# Slitiny hliníku

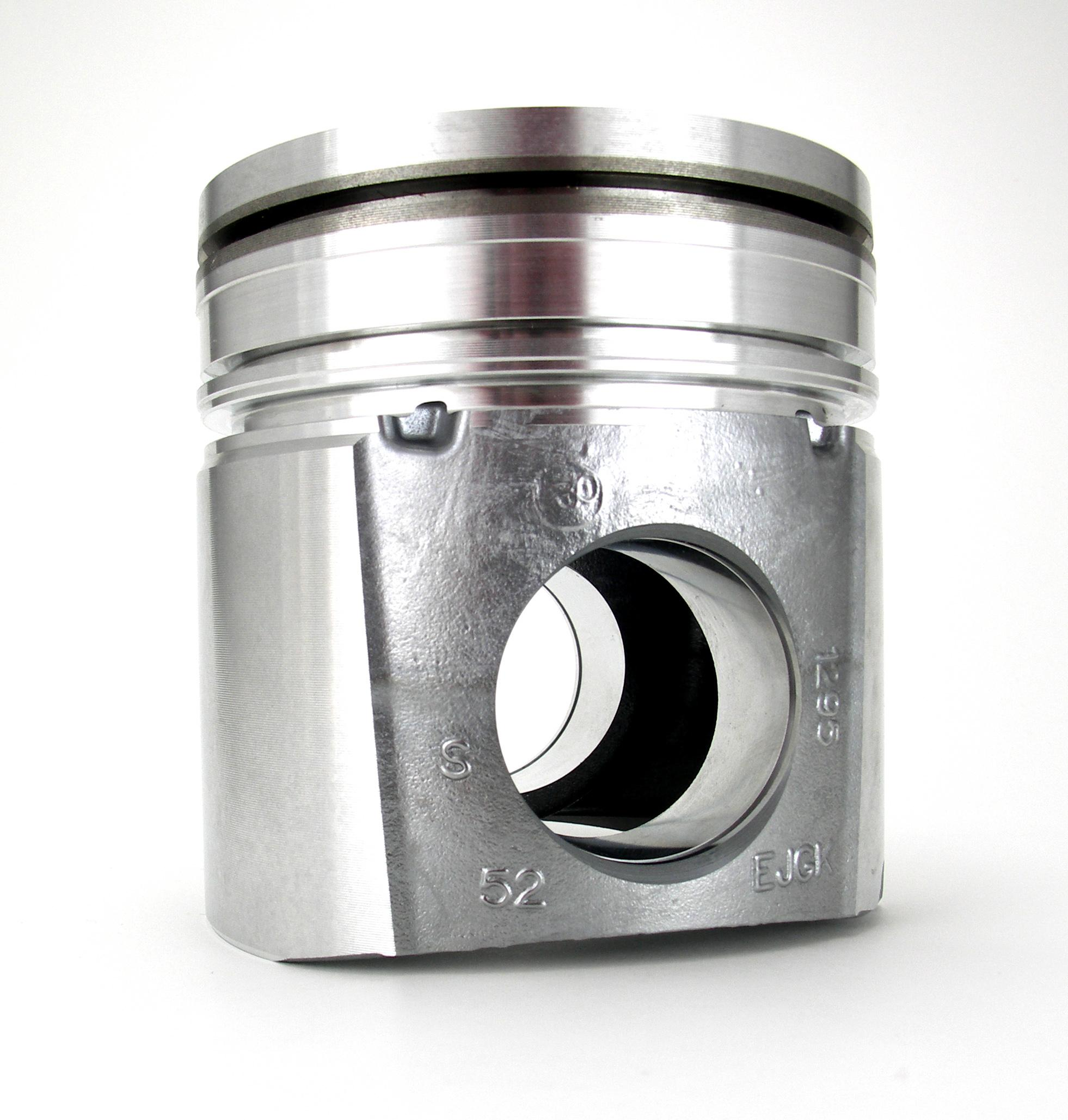
Píst spalovacího motoru, vyrobený z hliníkových slitin

Slitiny hliníku se využívají proto, že čistý hliník má poměrně malou pevnost. Nejvýznamnějšími prvky, které se vyskytují ve slitinách s hliníkem, jsou měď, hořčík, mangan, křemík a zinek. Měď, která může být do 12% obsahu, zvyšuje tvrdost i pevnost, nepříznivě ovlivňuje tvárnost a odolnost proti korozi. Hořčík, do maximálního obsahu 11%, zajišťuje vytvrditelnost a zlepšuje odolnost proti korozi a pevnost. Mangan, obvykle do 2% obsahu, zvyšuje tvárnost, pevnost, houževnatost a odolnost proti korozi. Křemík, až do 25% obsahu (u slévárenských slitin) či 1% (u tvárných), zvyšuje odolnost proti korozi a pevnost. Zinek (max. 6-8%) zvyšuje pevnost za cenu nižší odolnosti proti korozi. Železo zvyšuje slévatelnost a pevnost, snižuje tvárnost a odolnost proti korozi a to až do 1,5% obsahu. Nikl zvyšuje teplotní odolnost, pevnost, houževnatost i odolnost proti korozi, jeho koncentrace ve slitinách je do 2% obsahu.

## Slitiny s mědí a hořčíkem
Tyto slitiny jsou známější pod obchodním názvem dural, duralminum či superdural. Slitina se dá vytvrzovat ohřevem na teplotu tání, následném ochlazení do vody a samovolném vytvrzení (stárnutí) při normální teplotě. Jedná se o nejpoužívanější slitiny ke tváření, využívané v automobilovém a leteckém průmyslu na součásti, které pracují za běžných teplot. Jedná se o lehkou slitinu s velkou pevností ale malou odolností proti korozi. Ta se zvyšuje povlakováním.

## Slitiny s mědí a niklem
Oproti duralu obsahují ještě přísady niklu, hořčíku, železa případně křemíku a titanu. Má vyšší odolnost proti teplotám a používá se u součástí s pracovní teplotou do 300 °C, například ve spalovacích motorech.

## Slitiny se zinkem a hořčíkem
Tyto slitiny obsahují 5-8% zinku a kolem 2% hořčíku. Mohou obsahovat také měď, chrom či titan. Jedná se o nejpevnější slitiny hliníku s pevností v tahu až 600 MPa.

## Slitiny s hořčíkem
Slitiny s hořčíkem mají zvýšenou odolnost proti korozi a proto se využívají ke stavbě lodních konstrukcí a v chemickém a potravinářském průmyslu. Tyto slitiny používají obchodní označení hydronalium, pokud obsahují i křemík, používá se označení pantal.

## Slitiny s manganem
Tyto slitiny obsahují jen málo manganu (do 1,5%) a nejsou vytvrditelné. Používají se tam, kde je potřeba vyšší pevnost a odolnost proti korozi, než má čistý hliník.

## Slitiny s křemíkem
Tyto slitiny, nazývané také jako siluminy, se používají pouze ve slévárenství. Maximální rozpustnost křemíku v hliníku je 1,65%. Mají velmi dobrou odolnost proti korozi. Pevnostní vlastnosti se zlepšují takzvaným očkováním.